# Nazionale maschile universitaria di football americano della Cina
La nazionale di football americano universitaria della Cina è la selezione maschile di football americano  che rappresenta la Cina nelle varie competizioni ufficiali o amichevoli riservate a squadre nazionali universitarie.

## Risultati
Legenda: Grassetto: Risultato migliore, Corsivo: Mancate partecipazioni

## Dettaglio stagioni

### Mondiali

#### Fase finale
| Stagione | regular season | regular season | regular season | regular season | regular season | regular season | playoff | playoff | playoff | playoff | playoff | playoff      | playoff    |
|          | Vin            | Par            | Per            | Tot            | PF             | PS             | Vin     | Per     | Tot     | PF      | PS      | risultato    | avversaria |
| -------- | -------------- | -------------- | -------------- | -------------- | -------------- | -------------- | ------- | ------- | ------- | ------- | ------- | ------------ | ---------- |
| 2014     | 0              | 0              | 4              | 4              | 0              | 197            |         |         |         |         |         | Quinto posto |            |
| 2016     | 1              | 0              | 3              | 4              | 3              | 201            |         |         |         |         |         | Quarto posto |            |
| 2018     | 0              | 0              | 4              | 4              | 0              | 251            |         |         |         |         |         | Quinto posto |            |
| Totale   | 1              | 0              | 11             | 12             | 3              | 649            |         |         |         |         |         |              |            |

Fonte: americanfootballitalia.com

### Riepilogo partite disputate
| Anno           | Luogo     | Evento   | Fase del torneo | Incontro                                         | Risultato |
| 2014           | Uppsala   | Mondiale | Girone          | Finlandia universitaria - Cina universitaria     | 47 - 0    |
| 2014           | Uppsala   | Mondiale | Girone          | Svezia universitaria - Cina universitaria        | 41 - 0    |
| 2014           | Uppsala   | Mondiale | Girone          | Cina universitaria - Giappone universitaria      | 0 - 54    |
| 2014           | Uppsala   | Mondiale | Girone          | Messico universitaria - Cina universitaria       | 55 - 0    |
| 2016           | Monterrey | Mondiale | Girone          | Cina universitaria - Messico universitaria       | 0 - 74    |
| 2016           | Monterrey | Mondiale | Girone          | Stati Uniti universitaria - Cina universitaria   | 55 - 0    |
| 2016           | Monterrey | Mondiale | Girone          | Guatemala universitaria - Cina universitaria     | 0 - 3     |
| 2016           | Monterrey | Mondiale | Girone          | Giappone universitaria - Cina universitaria      | 72 - 0    |
| 14 giugno 2018 | Harbin    | Mondiale | Girone          | Stati Uniti universitaria - Cina universitaria   | 69 - 0    |
| 16 giugno 2018 | Harbin    | Mondiale | Girone          | Giappone universitaria - Cina universitaria      | 70 - 0    |
| 19 giugno 2018 | Harbin    | Mondiale | Girone          | Messico universitaria - Cina universitaria       | 70 - 0    |
| 21 giugno 2018 | Harbin    | Mondiale | Girone          | Cina universitaria - Corea del Sud universitaria | 0 - 42    |

## Confronti con le altre Nazionali
Questi sono i saldi della Cina nei confronti delle Nazionali incontrate.

### Saldo positivo
| Nazionale               | Giocate | Vinte | Pareggiate | Perse | PF | PS | Ultima vittoria | Ultimo pari | Ultima sconfitta |
| ----------------------- | ------- | ----- | ---------- | ----- | -- | -- | --------------- | ----------- | ---------------- |
| Guatemala universitaria | 1       | 1     | 0          | 0     | 3  | 0  | 2016            | -           | -                |

### Saldo negativo
| Nazionale                   | Giocate | Vinte | Pareggiate | Perse | PF | PS  | Ultima vittoria | Ultimo pari | Ultima sconfitta |
| --------------------------- | ------- | ----- | ---------- | ----- | -- | --- | --------------- | ----------- | ---------------- |
| Svezia universitaria        | 1       | 0     | 0          | 1     | 0  | 41  | -               | -           | 2014             |
| Corea del Sud universitaria | 1       | 0     | 0          | 1     | 0  | 42  | -               | -           | 2018             |
| Finlandia universitaria     | 1       | 0     | 0          | 1     | 0  | 47  | -               | -           | 2014             |
| Stati Uniti universitaria   | 2       | 0     | 0          | 2     | 0  | 124 | -               | -           | 2018             |
| Giappone universitaria      | 3       | 0     | 0          | 3     | 0  | 196 | -               | -           | 2018             |
| Messico universitaria       | 3       | 0     | 0          | 3     | 0  | 199 | -               | -           | 2018             |

## Roster storici
| Roster della Cina - Mondiale universitario 2016 |
| --- |
| Quarterback - 3 Yishen Li - 12 Lei Zhang Running Back - 23 Chunji Wang - 29 Peisen Jia - 31 Zhigang Zhong - 36 Zhiduo Wang Wide Receiver - 11 Bowen Su - 13 Huachen Zhang - 16 Juntao Hu - 81 Ruiheng Xu - 88 Zhonghan Zhang Tight End - 87 Liweng Zhang Offensive Linemen - 55 Jiacheng Chang - 66 Zhe Cheng - 69 Dongyu Li - 71 Sai Quan - 73 Minghui Liao - 75 Qiang Li - 79 Diliang Wu Defensive Linemen - 8 Zibin Zhang - 64 Yiben Wang - 77 Tianghong Xie - 95 Quan Cui - 99 Zhe Song Linebacker - 22 Zhen Ma - 43 Chao Yan - 51 Yiquan Zhao - 52 Boren Zhao - 54 Jie Xu - 58 Yiming Wang - 76 Sen Chang - 92 Tianzhu Zhan Defensive Back - 28 Bufan Liu CB - 33 Jie Du CB - 34 Jing Wang CB - 41 Haojia Yin CB - 49 Jinhui Ma S Special Team Roster aggiornato al 12 febbraio 2025 |